# 马里乌什·斯坦丘克
马里乌什·斯坦丘克（波蘭語：Mariusz Stańczuk，1983年3月23日—），波兰男子赛艇运动员。他曾代表波兰参加世界赛艇锦标赛，获得一枚金牌和一枚铜牌，均来自轻量级项目。